# L'estate addosso (film)
L'estate addosso (Summertime in inglese) è un film del 2016 scritto e diretto da Gabriele Muccino.
Il titolo dell’omonimo singolo di Jovanotti è tratto dal titolo originale del film di Gabriele Muccino, che ha anche diretto il videoclip della canzone.
Anche in questo film, come in molti altri di questo regista, il cognome del protagonista è Ristuccia.

## Trama
Marco è un liceale di 18 anni. Un giorno ha un incidente con lo scooter e i soldi datigli dall'assicurazione gli permettono di fare un viaggio estivo a San Francisco, dove viene ospitato da una coppia di giovani gay. A sua insaputa anche la sua compagna di classe Maria, detta "la suora" per il suo carattere bigotto, viene ospitata dai due. Dopo la diffidenza iniziale i quattro cominceranno a conoscersi sempre meglio e a fare amicizia.

## Produzione
Le riprese del film sono iniziate a Roma il 27 maggio 2015 e sono continuate principalmente tra San Francisco e New Orleans.
Il film è stato distribuito in tutto il mondo attraverso Netflix.

## Incassi
Il budget è stato di 2.800.000 euro ma gli incassi di 1.600.000 euro sono stati insufficienti per coprire i costi di produzione.

## Promozione
Il primo trailer del film è uscito online il 1º luglio 2016.

## Colonna sonora
Il 2 settembre è stata pubblicata la relativa colonna sonora, interamente curata dal cantautore italiano Jovanotti e distribuita dalla Universal Music Group.

## Distribuzione
Il film è stato presentato in anteprima al Festival di Venezia 2016 il 31 agosto nella sezione Cinema nel giardino ed è uscito nelle sale italiane il 14 settembre dello stesso anno.